# ایمانی مک گی استافورد
ایمانی مک گی استافورد (انگلیسی: Imani McGee-Stafford؛ زادهٔ ۱۱ اکتبر ۱۹۹۴) بازیکن بسکتبال اهل ایالات متحده آمریکا است.
وی در مسابقات کشوری و بین‌المللی در مجموع برندهٔ ۱ مدال طلا شده‌است.